# Solarkraftwerk Cortadeta
Das Solarkraftwerk Cortadeta befindet sich im Gemeindegebiet von Llucmajor auf der Baleareninsel Mallorca. Betreiber ist die Edisun Power AG mit Sitz in Zürich.
Der Bau der Photovoltaik-Freiflächenanlage wurde durch das Schweizer Unternehmen Edisun Power AG geplant, finanziert und durch die spanischen Energés Gestión Medioambiental SL aus Sevilla errichtet, die für das Schweizer Unternehmen bereits drei Anlagen in Spanien gebaut hat. Das Solarkraftwerk ging am 13. Juli 2012 mit einer Leistung von 2,2 MWp ans Netz. Mit der neuen Anlage erweitert Edisun Power seine Stromerzeugerleistung auf 14,0 Megawatt.
Die Anlage mit rund 35.000 m² Fläche wurde mit Modulen des chinesischen Photovoltaik-Herstellers CNPV gebaut. Die verwendeten Solarmax-Wechselrichter lieferte die Schweizer Sputnik Engineering AG aus Biel. Die Solar-Module wurden auf erhöhten Montageträger installiert, so dass das Land weiter als Weidefläche genutzt werden kann.